# 任访秋
任访秋（1909年—2003年），原名维焜，字仿樵，男，河南南召人，中华人民共和国文学研究家、政治人物，曾任河南省政协副主席，第六届全国政协委员。作品有《子产》。